# Помінятися місцями
Помінятися місцями (англ. Trading Places) — американська кінокомедія Джона Лендіса, в головних ролях якої Едді Мерфі та Ден Ейкройд. Не рекомендується перегляд дітям і підліткам віком до 16 років.

## Сюжет
Життя респектабельного бізнесмена Луїса Вінтропа Третього (Ден Ейкройд), що займає високий пост у брокерській фірмі на Волл-стріт, круто змінюється після того, як його боси, брати Дьюк, укладають незвичайне парі. Один з братів вирішив, що управляти компанією може хто завгодно, навіть найзапекліший і неосвічений пройдисвіт.
Поставивши на кін всього один долар, брати знаходять для свого експерименту вуличного шахрая Біллі Рея Валентайна (Едді Мерфі), якому і пропонують очолити компанію замість Вінтропа. Ексцентрична парочка Дьюків і не підозрює, що, помінявши місцями пройдисвіта і великого бізнесмена, вони ризикують набагато більше, ніж могли б собі уявити.

## У ролях
- Ден Ейкройд — Луї Вінторп Третій;
- Едді Мерфі — Біллі Рей Велентайн;
- Дон Амічі — Мортімер Дьюк;
- Ральф Белламі — Рендольф Дьюк;
- Джеймі Лі Кертіс — Офелія;
- Денхолм Елліотт — Колман;
- Джеймс Белуші — Харві;
- Бо Діддлі — лихвар;
- Френк Оз — офіцер поліції;
- Том Девіс — вантажник залізниці;
- Ел Франкен — вантажник залізниці;
- Джанкарло Еспозіто — співкамерник;
- Пол Глісон — Кларенс Бікс, експерт з безпеки.

## Нагороди
- Премія «Оскар», номінація «Найкращий запис пісні до фільму або найкраща музична адаптація»
- Премія «Золотий глобус», номінація «Найкращий фільм» (комедія) і «Найкраща чоловіча роль» Едді Мерфі (комедія)
- Британська академія, переможець: «Найкраща чоловіча роль другого плану» Денхолм Елліотт і Джемі Лі Кертіс; номінація за «Найкращий оригінальний сценарій».